# Duitstalige Gemeenschap
De Duitstalige Gemeenschap (Duits: Deutschsprachige Gemeinschaft; Frans: Communauté germanophone) is de kleinste van de drie gemeenschappen in de federale staatsstructuur van België. Ze wordt ook vaak als 'Duitstalige Gemeenschap van België' omschreven (Duits: Deutschsprachige Gemeinschaft Belgiens), vooral in contacten met het buitenland. Sinds 2017 noemt de Duitstalige Gemeenschap zichzelf Oost-België (Duits: Ostbelgien).
De Duitstalige Gemeenschap omvat negen gemeenten, met een honderdtal woonkernen, in het uiterste oosten van België, tegen de Duitse grens. De negen gemeenten van de Duitstalige gemeenschap liggen in twee afzonderlijke gebieden. Het noordelijk gebied wordt het Land van Eupen genoemd. Het (grotere) zuidelijk gebied wordt de Belgische Eifel genoemd omdat het een soort overgangsgebied is tussen de Eifel en de Ardennen, waartoe het eigenlijk wordt gerekend. De gemeenschap telt 79.497 inwoners (2024).    Zowel het parlement als de regering van de Duitstalige Gemeenschap zijn gevestigd in Eupen, de grootste gemeente van de Oostkantons.
De geschiedenis van de Duitstalige Gemeenschap gaat terug tot de 'Duitse Cultuurgemeenschap' die bij de eerste staatshervorming in 1970 werd opgericht.

## Naam
De officiële benaming is vastgelegd in de Belgische Grondwet. De Nederlandse versie spreekt van 'Duitstalige Gemeenschap'. De officiële Duitse en Franse namen zijn respectievelijk Deutschsprachige Gemeinschaft en Communauté germanophone. Naar analogie met de 'Franse Gemeenschap' wordt soms verkeerdelijk de naam 'Duitse Gemeenschap' gebruikt. Om te benadrukken dat het een Belgische gemeenschap betreft en niet Duitsland of de gebieden waar Duits de voertaal is wordt soms de benaming 'Duitstalige Gemeenschap van België' gebruikt (Duits: Deutschsprachige Gemeinschaft Belgiens; Frans: Communauté germanophone de Belgique), met name in het buitenland om verwarring te vermijden.
Sinds 15 maart 2017 gebruikt de Duitstalige Gemeenschap de benaming 'Oost-België' (Ostbelgien) in haar communicatie, dit is echter geen officiële naam gezien de Belgische grondwet niet gewijzigd is en nog steeds enkel 'Duitstalige Gemeenschap' vernoemt. Het doel van de naam Oost-België is om in het algemene taalgebruik de omvangrijke officiële term 'Duitstalige Gemeenschap' en de dubbelzinnige afkorting DG te vervangen.

### Oost-België
Het gebied dat de Duitstalige Gemeenschap beslaat, komt niet volledig overeen met het cultuurhistorische gebied van de Oostkantons (sinds 2017 wordt dit nu ook 'Oost-België' of soms 'Eupen-Malmedy' genoemd). Oost-België is een aanduiding voor de kantons Eupen, Sankt-Vith en Malmedy, die Duitsland bij de Vrede van Versailles in 1919 moest afstaan aan België na de Eerste Wereldoorlog. De gemeenten van de kantons Eupen en Sankt-Vith vormen de Duitstalige Gemeenschap. De gemeenten van de kantons Eupen, Sankt-Vith en Malmedy vormen Oost-België.

## Duitse taalgebied
Bij de vastlegging van de taalgrens in 1963 kwamen Malmedy en Weismes in het Franse taalgebied te liggen, terwijl deze gemeenten, zoals hierboven vermeld, wel bij de Oostkantons worden gerekend. In Malmedy en Weismes gelden bijgevolg faciliteiten voor Duitstalige inwoners. De gemeenten van de kantons Eupen en Sankt-Vith (Duitstalige Gemeenschap) vormen het Duitse taalgebied.
De Duitstalige Gemeenschap is bevoegd in de negen Duitstalige gemeenten van de kantons Eupen en Sankt-Vith die samen het Duitse taalgebied in België vormen. Alle negen gemeenten zijn faciliteitengemeenten met faciliteiten voor Franstaligen, hoewel bijna iedereen Duitstalig is. Op 1 januari 2015 had het gebied in totaal 76.328 inwoners, waaronder naar schatting 95% Duitstaligen, 4% Franstaligen en 1% overig. De grootste bevolkingsminderheid in het Duitse taalgebied zijn dus de Franstalige Belgen. Deze zijn voornamelijk woonachtig in de noordelijke gemeenten Eupen, Kelmis en Lontzen.
In 2009 werd de Duitstalige Gemeenschap bekroond met de Institutionenpreis Deutsche Sprache, en in 2011 trad zij toe als lid van de Verein Deutsche Sprache.

### Dialectzones
Het noordelijk deel van de Duitstalige Gemeenschap spreekt een Nederfrankisch (Limburgs) en een Ripuarisch (namelijk Keuls) dialect, terwijl het zuidelijk deel naast een Ripuarisch dialect ook een Moezelfrankisch (in casu Luxemburgs) dialect spreekt.

### Gemeenten van het Duitse taalgebied
| Gemeente                           | Bevolking (2017) | Deelgemeenten                                         | Overige kernen |  |
| De gemeenten in het Land van Eupen |                  |                                                       | |  |
| 1. Eupen                           | 19.461           | Eupen, Kettenis                                       | Gemehret, Nispert, Rothfeld, Stockem, Ternell |  |
| 2. Kelmis                          | 10.964           | Hergenrath, Kelmis, Neu-Moresnet                      | |  |
| 3. Lontzen                         | 5.684            | Herbestal, Lontzen, Walhorn                           | Astenet, Busch, Johberg, Kaulen, Merols, Rabotrath |  |
| 4. Raeren                          | 10.611           | Eynatten, Hauset, Raeren                              | Berlotte, Botz, Brigittenkap, Eynatterheide, Heck, Hof, Honien, Lichtenbusch, Möschenberg, Neudorf, Petergensfeld, Platz, Plei, Pützhag, Rochuskap, Rott, Schossent, Steinkaul |  |
| De gemeenten in de Belgische Eifel |                  |                                                       | |  |
| 5. Amel                            | 5.523            | Amel, Heppenbach, Meyerode                            | Born, Deidenberg, Eibertingen, Halenfeld, Hepscheid, Herresbach, Iveldingen, Medell, Mirfeld, Mirfelderbusch, Möderscheid, Montenau, Schoppen, Valender, Wereth |  |
| 6. Büllingen                       | 5.489            | Büllingen, Manderfeld, Rocherath                      | Afst, Allmuthen, Andler Mühle, Berterath, Buchholz, Eimerscheid, Hasenvenn, Hergersberg, Holzheim, Honsfeld, Hüllscheid, Hünningen, Igelmonder Hof, Igelmondermühle, Kehr, Krewinkel, Krinkelt, Lanzerath, Losheimergraben, Medendorf, Merlscheid, Mürringen, Weckerath, Wirtzfeld |  |
| 7. Burg-Reuland                    | 3.944            | Reuland, Thommen                                      | Aldringen, Alster, Auel, Bracht, Braunlauf, Diepert, Dürler, Espeler, Grüfflingen, Koller, Lascheid, Lengeler, Maldingen, Malscheid, Maspelt, Oberhausen, Oudler, Ouren, Richtenberg, Steffeshausen, Stoubach, Weidig, Weisten, Weweler                                            |  |
| 8. Bütgenbach                      | 5.583            | Bütgenbach, Elsenborn                                 | Berg, Küchelscheid, Leykaul, Nidrum, Weywertz |  |
| 9. Sankt Vith                      | 9.661            | Crombach, Lommersweiler, Recht, Sankt Vith, Schönberg | Alfersteg, Amelscheid, Andler, Atzerath, Breitfeld, Eiterbach, Galhausen, Heuem, Hinderhausen, Hünningen, Küchelscheid, Leykaul, Metz, Neidingen, Neubrück, Neundorf, Nieder-Emmels, Ober-Emmels, Rödgen, Rodt, Schlierbach, Setz, Steinebrück, Wallerode, Weppeler en Wiesenbach  |  |
| Totaal                             |                  |                                                       | |  |
| Duitstalige Gemeenschap            | 76.920           |                                                       | |  |

## Demografie
Dit is de evolutie van het inwoneraantal in de Duitstalige Gemeenschap, telkens de wettelijke bevolking op 1 januari van dat jaar:
| Jaar            | 1990   | 1995   | 2000   | 2005   | 2010   | 2011   | 2012   | 2013   | 2014   | 2015   | 2017   | 2020   | 2024   |
| Aantal inwoners | 67.007 | 68.961 | 70.831 | 72.512 | 75.222 | 75.716 | 76.128 | 76.090 | 76.273 | 76.328 | 76.920 | 77.949 | 79.479 |

Dit geeft een bevolkingsdichtheid van 89,38 inw/km² (in 2015).
Het noorden heeft meer inwoners en is dichter bevolkt dan het zuiden (gegevens 2015):
- Kanton Eupen (Land van Eupen): 46.197 inwoners – 205,5 inw/km²
- Kanton St. Vith (Belgische Eifel): 30.131 inwoners – 47,9 inw/km²

## Geschiedenis
De ontwikkeling tot en van de Duitstalige Gemeenschap is onderdeel van de federalisering (de zogenaamde staatshervormingen) van de Belgische unitaire staat, die heeft geleid tot een land van gewesten en gemeenschappen.
In 1962 werd de taalgrens in België vastgelegd, voornamelijk tussen het Franstalige en het Nederlandstalige deel van het land, maar ook tussen de Franstalige en Duitstalige gebieden in het oosten van de provincie Luik. Met de komst van de taalgrens werden die Duitstalige gebieden - de Oostkantons - uiteen gehaald. 25 gemeenten gingen het Duitse taalgebied vormen, terwijl Malmedy en Weismes (Pruisisch Wallonië) in het Franse taalgebied kwamen. In alle 25 gemeenten van het Duitse taalgebied (intussen door fusie herleid tot 9 gemeenten) zijn er faciliteiten voorzien voor Franstaligen; in Malmedy en Weismes zijn er faciliteiten voor Duitstaligen.

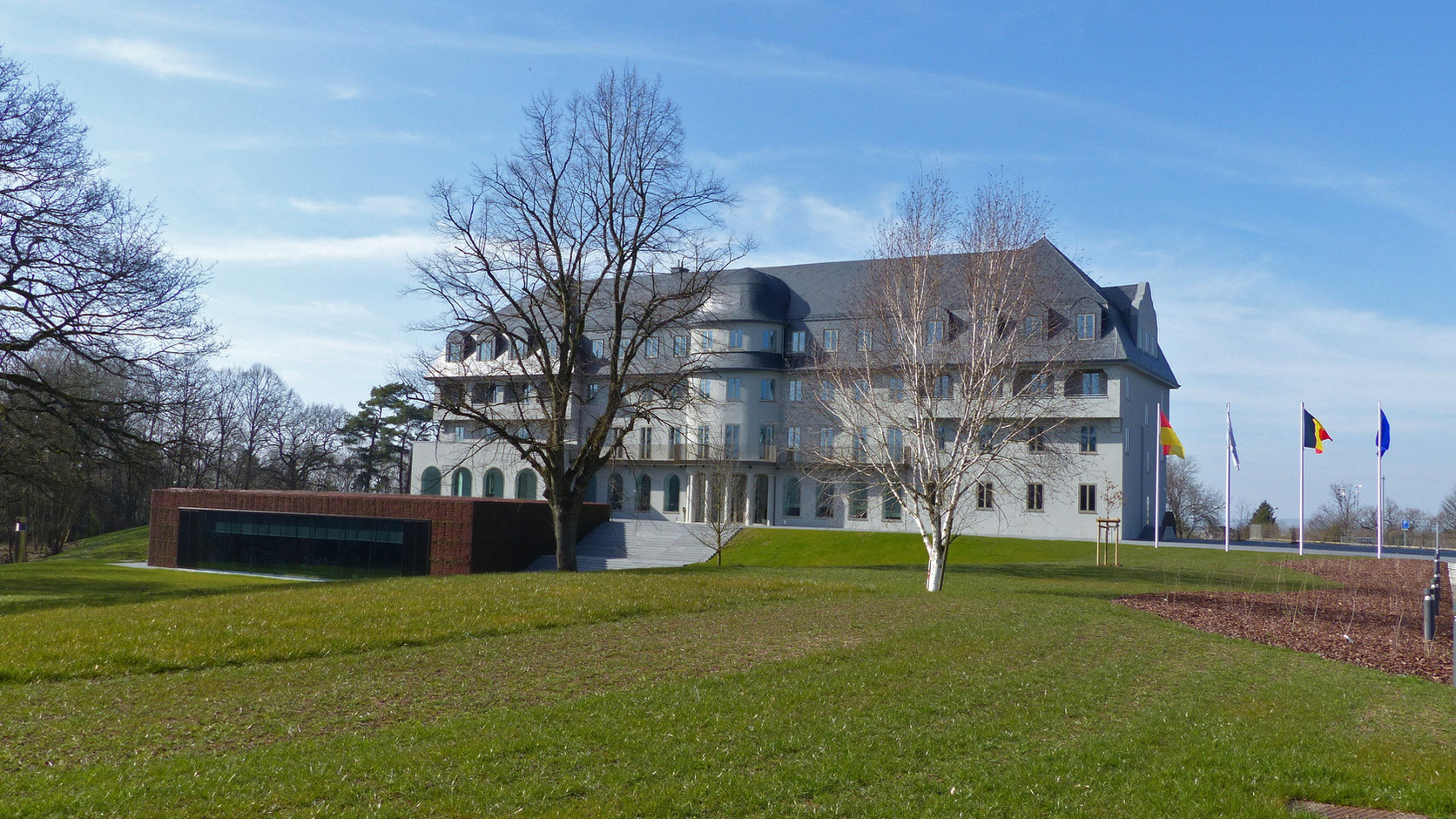
Zetel van het parlement van de Duitstalige Gemeenschap

Met de eerste staatshervorming van 1970 ontstonden in België de cultuurgemeenschappen. Een van die nieuwe cultuurgemeenschappen was de Duitse Cultuurgemeenschap. Anders dan de Franse en de Nederlandse Cultuurgemeenschap, werden de leden van de Duitse Cultuurgemeenschapsraad rechtstreeks verkozen (voor het eerst in 1974). De bevoegdheid van de gemeenschap bleef evenwel beperkt: zo had men vaak een slechts adviserende rol, naast enkele kleinere bevoegdheden zoals het vastleggen van het aantal lesuren Frans dat op school wordt onderwezen. De Rat der deutschen Kulturgemeinschaft (RdK) kwam voor het eerst bijeen in 1973 - de leden waren dan nog aangeduid op basis van de uitslag van de nationale verkiezingen. Op een eigen gemeenschapsregering bleef het wachten tot 1984: de regering-Fagnoul. Tot die datum lag de voogdij eerst bij de federale minister van Binnenlandse Zaken en later bij de Vlaamse en Franstalige minister van Cultuur. Een jaar vroeger was de cultuurgemeenschap hernoemd tot Duitstalige Gemeenschap (DG).
Binnen de Duitstalige gebieden was de reactie op de toegekende autonomie niet eenduidig positief; sommigen waren ronduit tegenstander. Vooral binnen de in de Duitstalige regio dominante Christlich Soziale Partei (CSP) heersten tegenstrijdige opvattingen, die in 1970 leidden tot de afsplitsing van wat later de Partei der deutschsprachigen Belgier (PDB) (de huidige ProDG) zou worden genoemd.
Midden jaren 80 werd het ook mogelijk om de rechtsgang in het Duits te laten verlopen. Daartoe werd een nieuw gerechtelijk arrondissement Eupen gecreëerd. Zaken in beroep (te Verviers) en voor assisen (te Luik) kunnen voortaan op aanvraag ook in het Duits plaatsgrijpen. Bij de derde staatshervorming, aan het eind van de jaren tachtig, kreeg de DG ook het beleidsdomein onderwijs en sinds de Sint-Michielsakkoorden van 1993-1994 heeft de DG ook een gewaarborgde vertegenwoordiging op het federale niveau in de vorm van één gemeenschapssenator.
Ten slotte werden de Nederlandse, Franse en Duitse cultuurgemeenschappen respectievelijk de Vlaamse Gemeenschap, de Franse Gemeenschap en de Duitstalige Gemeenschap, met meer bevoegdheden. Merk op dat bij deze staatshervorming een verschil ontstaan is tussen enerzijds de 'Franse' en anderzijds de 'Duitstalige' Gemeenschap.
De Centrale dienst voor Duitse vertaling van de FOD Binnenlandse Zaken in Malmedy zorgt voor de vertaling van federale wetteksten en officiële documenten (besluiten, omzendbrieven en bestuursdocumenten) in het Duits.

## Politiek

### Structuur
| Duitstalige Gemeenschap | Duitstalige Gemeenschap | Supranationaal         | Nationaal              | Nationaal                         | Gemeenschap                               | Gewest                                    | Provincie       | Arrondissement  | Provinciedistrict | Kanton           | Gemeente        |
| ----------------------- | ----------------------- | ---------------------- | ---------------------- | --------------------------------- | ----------------------------------------- | ----------------------------------------- | --------------- | --------------- | ----------------- | ---------------- | --------------- |
| Administratief          | Niveau                  | Europese Unie          | België                 | België                            | Duitstalige Gemeenschap                   | Waals Gewest                              | Luik            | Verviers        | Verviers          | Verviers         | 9               |
| Administratief          | Bestuur                 | Europese Commissie     | Belgische regering     | Belgische regering                | Regering van de Duitstalige Gemeenschap   | Waalse Regering                           | Deputatie       | Deputatie       | Deputatie         | Deputatie        | Gemeentebestuur |
| Administratief          | Raad                    | Europees Parlement     | Senaat                 | Kamer van Volksvertegenwoordigers | Parlement van de Duitstalige Gemeenschap  | Waals Parlement                           | Provincieraad   | Provincieraad   | Provincieraad     | Provincieraad    | Gemeenteraad    |
| Kiesomschrijving        | Kiesomschrijving        | Duitstalig Kiescollege | Duitstalig Kiescollege | Eupen                             | Eupen                                     | Eupen                                     | Eupen           | Eupen           | -                 | Eupen Sankt Vith | 9               |
| Verkiezing              | Verkiezing              | Europese               | Federale               | Federale                          | Waalse en Duitse Gemeenschapsverkiezingen | Waalse en Duitse Gemeenschapsverkiezingen | Provincieraads- | Provincieraads- | Provincieraads-   | Provincieraads-  | Gemeenteraads-  |

### Bevoegdheden

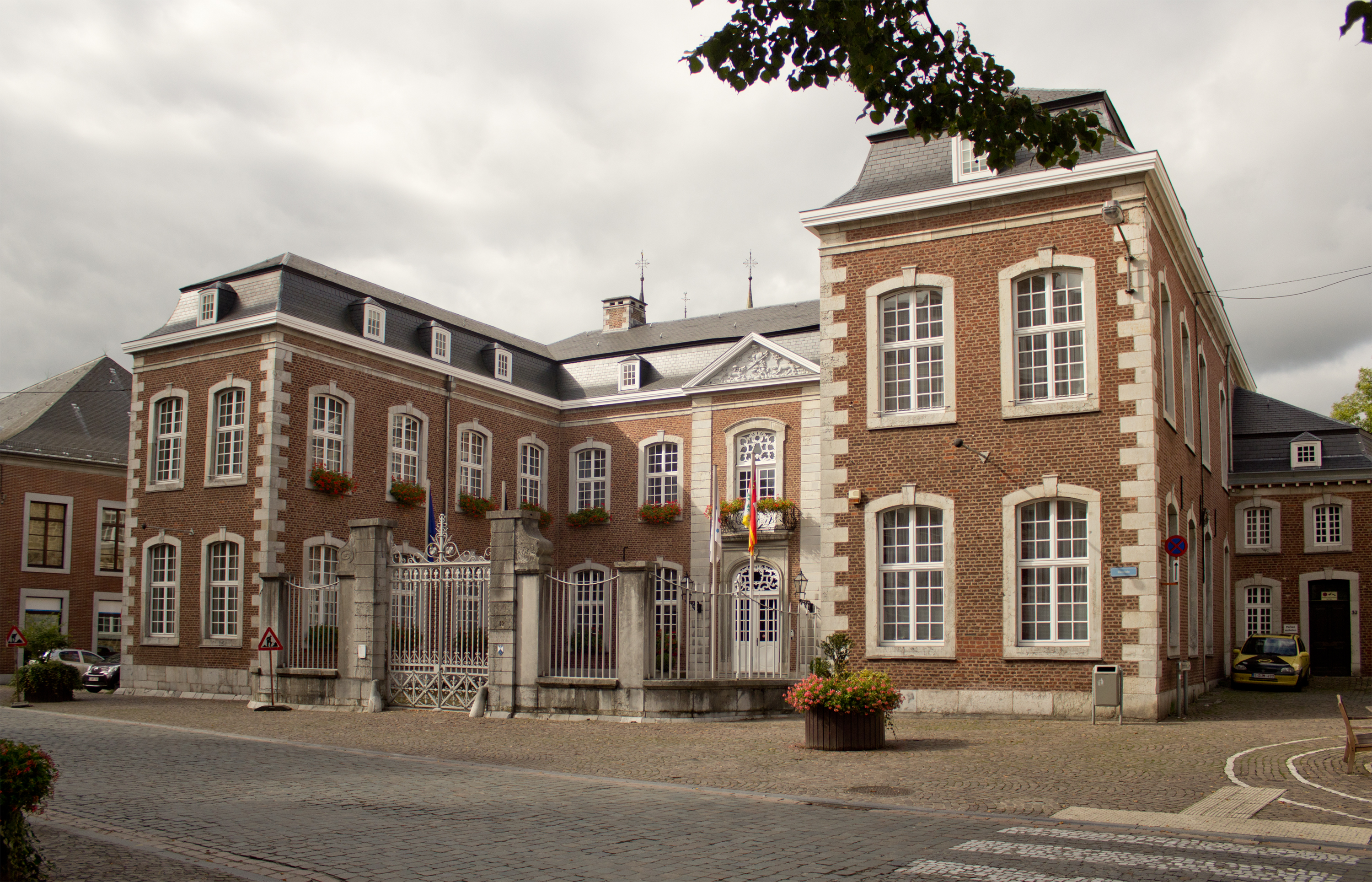
Zetel van de regering van de Duitstalige Gemeenschap

Aanvankelijk heeft de DG erg beperkte bevoegdheden, waarbij de gemeenschap vaak niet veel meer dan een adviserend orgaan is. Gaandeweg komen er wel een aantal extra bevoegdheden bij. Zo gaat de gemeenschap (net zoals de andere Belgische gemeenschappen) beschikken over de persoonsgebonden gemeenschapsbevoegdheden als gezondheids- en jeugdzorg, bepaalde sociale zaken, cultuur, sport, toerisme en media. Uiting van die laatste bevoegdheid is de eigen openbare radio- en televisieomroep, Belgischer Rundfunk (BRF), van de Duitstalige Gemeenschap. Een van de belangrijkste gemeenschapsbevoegdheden is zonder twijfel onderwijs. Die bevoegdheid krijgt de DG er in de jaren 1980 bij. Doordat de Duitstalige scholen zowel Duitsers van over de grens als Franstaligen aantrekken levert de bevoegdheid onderwijs de gemeenschap al snel begrotingsproblemen op. Uiteindelijk moest de dotatie voor onderwijs aan de DG verdrievoudigd worden. Hoewel de Duitstalige Gemeenschap uitsluitend faciliteitengemeenten bevat, regelt ze het taalgebruik in het onderwijs zelf. De Vlaamse en de Franse Gemeenschap hebben deze bevoegdheid eveneens maar zij zijn tevens bevoegd voor het taalgebruik in bestuurszaken en sociale betrekkingen. Het taalgebruik in de faciliteitengemeenten gelegen in ofwel de Vlaamse ofwel de Franstalige gemeenschap vallen onder de bevoegdheid van de federale overheid.
De Duitstalige Gemeenschap vormt zelf geen gewest, de gewestelijke bevoegdheden worden er door het Waals Gewest uitgeoefend, hoewel het historisch gezien nooit van Wallonië deel uitmaakte. De DG beschikt wel over de mogelijkheid om met het Waals Gewest te gaan onderhandelen over bijkomende bevoegdheden. Op 1 januari 2000 verkreeg de Duitstalige Gemeenschap al de bevoegdheid over arbeidsbemiddeling en werd het ADG (Arbeitsamt der Deutschsprachigen Gemeinschaft) opgericht. De gemeenschapsregering wou echter nog verder gaan en eiste ook de bevoegdheid over ruimtelijke ordening, huisvesting en landbouw, het toezicht op de wegen en de voogdij over de gemeentes op. Het Waals Gewest verklaarde zich niet onmiddellijk akkoord, maar na onderhandelingen stond het Waals Gewest op 1 januari 2005 nog de voornoemde bevoegdheden af.

### Parlement
Het Parlament der Deutschsprachigen Gemeinschaft, voorheen de Rat der Deutschsprachigen Gemeinschaft (RDG) genoemd, is de volksvertegenwoordiging van de Duitstalige Gemeenschap. De raad vaardigt decreten uit, die kracht van wet hebben, en bestaat uit 25 leden die eens in de vijf jaar worden gekozen. De verkiezingen voor de raad vallen, net als alle gewestelijke en gemeenschapsverkiezingen in België, samen met de verkiezingen voor het Europees Parlement.
Het parlement zetelt in het Parlementsgebouw van de Duitstalige Gemeenschap in Eupen, tot oktober 2013 was dat het Huis Kaperberg 8.

### Regering

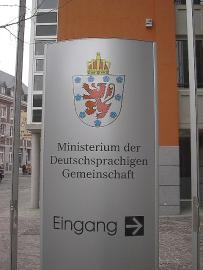
Ingang van het ministerie van de Duitstalige Gemeenschap

De regering is het dagelijks bestuur van de Duitstalige Gemeenschap. De regering neemt beslissingen collegiaal, dit wil zeggen samen en eenparig (als college). De administratie van de regering is ondergebracht in het Ministerie van de Duitstalige Gemeenschap. Het bestaat uit circa 160 personeelsleden en is ingedeeld in verschillende afdelingen. Het ministerie bereidt het beleid voor en voert besluiten en decreten uit.
Lange tijd is de christendemocratische CSP aan de macht, samen met of de socialistische SP, of de liberale PFF, of beide. Onder druk van de gewestregering wordt in 1999 een regering zonder de CSP gevormd. Karl-Heinz Lambertz (SP) komt dan aan het hoofd van een regering SP-PFF-Ecolo. In verkiezingen 2004 verdwijnt Ecolo uit de regering; de groenen worden vervangen door de PJU-PDB. Na de verkiezingen 2009, waarbij de ProDG (de nieuwe naam voor de vroegere PJU-PDB) heel wat stemmen wint, wordt deze coalitie verdergezet. De PFF moet een ministerpost afgeven, die doorschuift naar ProDG. De coalitie heeft een nipte meerderheid van 13 op 25 zetels in de Gemeenschapsraad.
Na de verkiezingen van mei 2014 wordt er vrij vlug een nieuwe regering gevormd met de partijen uit de vorige regering. Ze hebben een meerderheid van 14 op 25 zetels. Karl-Heinz Lambertz stapt op als minister-president en verlaat de regering. Oliver Paasch (ProDG) wordt minister-president
Vandaag de dag is de gemeenschapsregering (regering-Paasch) als volgt samengesteld:
- Oliver Paasch (ProDG), minister-president, financiën, begroting, interne en externe betrekkingen en lokale besturen
- Isabelle Weykmans (PFF),  tewerkstelling, lokale besturen, cultuur, monumentenzorg, media, sport, toerisme, jeugd, ruimtelijke ordening en wegenbouw
- Antonios Antoniadis (PS), vice-minister-president, sociale zaken, gezondheidsbeleidopleiding, jeugd en gehandicaptenbeleid, kindertoelages, consumentenzaken en de nieuwe bevoegdheid omtrent de fiscale aftrek bij woningbouw.
- Lydia Klinkenberg (ProDG), onderwijs, vorming voor middenstand en landbouw, volwassenenvorming en wetenschapsbeleid

De regering zetelt in het Haus Grand Ry in het centrum van Eupen.

### Overheid
Naast het Ministerie van de Duitstalige Gemeenschap, de administratie van de regering, zijn er ook een aantal openbare diensten:
- Die Wirtschaftsförderungsgesellschaft Ostbelgiens (WFG)
- Arbeitsamt der Deutschsprachigen Gemeinschaft (ADG), de dienst voor arbeidsbemiddeling en beroepsopleiding
- Belgischer Rundfunk (BRF), de openbare omroep
- Dienststelle für Personen mit Behinderung (DPB)
- Institut für Aus- und Weiterbildung im Mittelstand (IAWM)
- Tourismusagentur Ostbelgien (TAO)

### Vertegenwoordiging van de Duitstalige gemeenschap in het federale België
De eis om een gewaarborgde Duitstalige aanwezigheid op het niveau van de Belgische nationale politiek bestaat al sinds de jaren 1920. Bij federale verkiezingen maakt de Duitstalige Gemeenschap deel uit van het kiesarrondissement Verviers. Bij de verkiezingen voor de Kamer is het er moeilijk om een Duitstalige volksvertegenwoordiger te verkiezen. In de Kamer beschikt de gemeenschap ook niet over een gewaarborgde vertegenwoordiging. De Duitstalige Gemeenschap maakt sinds de hervorming van 1993-1994 wel aanspraak op één gemeenschapssenator, aangeduid door het Parlement van de Duitstalige Gemeenschap. Deze was achtereenvolgens Hubert Chantraine (1995-1999), Louis Siquet (1999-2004), Berni Collas (2004-2010), Louis Siquet (2010-2014), Alexander Miesen (2014-2016) en Karl-Heinz Lambertz (2016-heden).
De Duitstalige Gemeenschap heeft niet alleen in de Senaat een gewaarborgde vertegenwoordiging, ook in het Europees Parlement is er sinds de hervorming van 1993-1994 een zetel voorzien voor het Duitstalig kiescollege. Het Duitstalig Europees Parlementslid was achtereenvolgens Mathieu Grosch (1994-2014) en Pascal Arimont (2014-heden).
In Brussel bevindt zich ook de Vertegenwoordiging van de Duitstalige Gemeenschap van België in Brussel.

## Bekende personen uit het Duitstalige gebied
- Serge Brammertz: jurist, hoofdaanklager van het Joegoslaviëtribunaal
- Christian Brüls: voetballer
- Didier Comès: striptekenaar, van o.m. Ergün de dolende en De dorpsgek van Schoonvergeten
- Mathias Cormann: politicus, minister van Financiën in Australië, secretaris-generaal van de OESO
- Silvio Gesell: financieel theoreticus en sociaal hervormer
- Kattrin Jadin: politica, eerste Duitstalige lid van het Grondwettelijk Hof van België
- Karl-Heinz Lambertz: minister-president (1999-2014), huidig voorzitter van het Duitstalige parlement
- Thierry Neuville: WRC rallyrijder
- Oliver Paasch: huidige minister-president van de Duitstalige Gemeenschap
- Marnix Peeters: Vlaamse schrijver en journalist die in de Oostkantons woont
- Jasmine Schwiers: actrice, geboren in Eupen, die vooral in Duitsland bekend is
- Hein Simons: zanger, woonde een tijd met zijn ouders in Neu-Moresnet
- Bernhard Wucherer: Duitse auteur die in Kelmis woont, bekend van o.a. Frittenmaffia
- Kathrin Hendrich: Belgische voetbalspeelster, die bij het Duitse nationale team speelt.
- Laurenz Rex: Wielrenner